# Phaonia chianshanensis
Phaonia chianshanensis är en tvåvingeart som beskrevs av Ma och Wang 1980. Phaonia chianshanensis ingår i släktet Phaonia och familjen husflugor. Inga underarter finns listade i Catalogue of Life.